# Fade to Black (film 2006)
Fade to Black è un film del 2006 diretto da Oliver Parker.
La pellicola è prodotta dalla Miramax con protagonisti Anna Galiena e Violante Placido.

## Trama
Ambientato a Roma nel 1948. Con la carriera hollywoodiana al tramonto, l'attore americano Orson Welles (interpretato da Danny Huston) ha bisogno di andare oltre il matrimonio fallito con Rita Hayworth. Viene a girare un film a Cinecittà e si trova coinvolto in intrighi politici, complotti e omicidi, sullo sfondo delle prime elezioni libere nell'Italia post-fascismo.